# St. Georgen
St. Georgen (también conocido como St. Georgen im Schwarzwald, literalmente «St. Georgen en la Selva Negra») es una ciudad alemana en el distrito de Selva Negra-Baar, Baden-Wurtemberg. El nombre proviene de un monasterio fundado en 1083.

## Puntos de interés
- Manantial del río Brigach[3]
- Museo fonográfico alemán
- Museo local Puerta Negra (Heimatmuseum Schwarzes Tor)[4]